# 東洋大学ミスター未成年者わいせつ事件
東洋大学ミスター未成年者わいせつ事件（とうようだいがくミスターみせいねんしゃわいせつじけん）は、日本で起きた性犯罪。

## 概要

### 事件の経緯
2020年6月10日に、東洋大学に通う男性が午後11時から翌6月11日午前0時までの間に、自宅で埼玉県内に在住する未成年者の女性に、その人物が未成年者であると知りながらわいせつな行為をしていた。犯人の男性は、会員制交流サイトで未成年者の女性の書き込みを見つけて、それに対して会おうと返信をして誘い出していた。そして誘い出した初対面の日にわいせつな行為を行っていたのであった。このような行為が行われていたことについては、この未成年者の女性が在籍している高等学校から警察に連絡があり、警察がこの未成年者の女性から事情を聴くなどをして捜査が行われていた。そして2021年2月4日に埼玉県警察と東松山警察署は、このわいせつな行為を行っていた大学生であった男性を東京都青少年の健全な育成に関する条例違反の疑いで逮捕した。2021年2月3日の午前6時過ぎにこの大学生は東京都板橋区の自宅付近でスマートフォンを操作していたのだが、そこに埼玉県警察の捜査員が現れて声をかけられた。それから捜査員に促されて一旦自宅に戻ったが、午前7時過ぎに捜査員と共に車に乗り込んで行った。この人物は東洋大学のミスターのコンテストで活躍して、モデルとしてでも活躍していたという大学生であった。東京都青少年の健全な育成に関する条例では18歳未満の人に性交か性交に類似する行為をしただけでも逮捕されることがある。相手が18歳未満ならば口や手で性的な行為を逮捕される場合がある。真摯な交際を行っていたならば条例違反とならない場合もあるものの、告発されているために真摯な交際となる可能性は低い。

### 犯人の人物像
この逮捕された大学生というのは、2021年1月5日に日本テレビで放送された『ザ!世界仰天ニュース4時間スペシャル』に出演していた。そこではダイエットで大変身をした人物を紹介するコーナーがあり、そこに出演しており、大学1年生のときは100キロであり夏は汗だくの姿が嫌われていたのが、ミスターのコンテストに出場することに向けて一念発起し、43キロのダイエットをして57時キロにまでなったということが紹介された。このようになるまでの再現のVTRも描かれていた。番組内では本人へのインタビューが行われ、将来の夢はマジシャンになるということが語られた。このコーナーには4人が出ていて、その中で観客の判定で1位を決めることになったのだが、この逮捕された大学生が圧勝していた。その場にいた指原莉乃もこの結果に納得して、出場者の中では一番かっこよくて今っぽいと絶賛していた。この大学生は日本一のイケメン大学生を決める大会にも出場しており、そこではマジックを披露して、大学1年生のときは体重が100キロもあり周りからはこんなコンテストには絶対に出られないと馬鹿にされたことが悔しくてダイエットに成功させてこのコンテストに出れるようになったということが語られた。この人物は高校までは沖縄で暮らし大学から東京で暮らしていたのだが、高校の時にはあまりもてていなかったものの、ミスターのコンテストに出始めたことからチャラいイメージとなっていた。
この事件について複数の女性に取材が行われたのだが、取材に応じた女性たちは口をそろえてこの犯人は無理やり性的な行為をする人物であったと怒りを表していた。この人物は逮捕時には25歳であったのだが、それは高校卒業後に短期大学に通いそれから東洋大学に入学していたためであった。この犯人の父は地元の政治家であった。大学卒業後にはマジシャンやタレントになるということを希望しており、それらになれなければ沖縄に帰って小学校の教師になるということを考えていた。教育実習も行っており、そこでは児童に避妊具について教えたり、担任がいないときに性的なことを質問したり自身の性的な行為のことを語っていた。これには男子は笑っていたが女子には不評であった。大学ではサッカーサークルに所属して、毎晩のように飲み会に参加していた。YouTuberの友人も多くコラボをして有名になりたいとしていた。飲食店でマジックを披露することで一晩で10万円は稼いでいた。この人物には逮捕された件の他にも余罪があった。それは2020年ごろに女性と知り合い、そこでは22歳であると偽り遊ぼうよと誘って女性を自宅に連れ込んでいた。その時の自宅はゴミが散乱していて足の踏み場も無いほどであった。それからそのような雰囲気では無いのに力づくで押さえつけて性的な行為を行っていた。終電の時間を過ぎたために泊まることになった女性が寝ているときに無理やり性的な行為を行っていたということもあった。トラブルになった女性に脅迫をするメッセージを送っていたということもあった。